# Bygdeå
Bygdeå är en tätort i Robertsfors kommun i Västerbotten i Sverige. Den är kyrkbyn i Bygdeå socken. Tätorten är belägen vid E4, cirka 15 kilometer söder om centralorten Robertsfors och cirka 5 kilometer söder om Bäck.

## Historia
Bygdeå hette tidigare Skinnarbyn och utgjorde centralort i Bygdeå socken. Bygdeå nämns som Bygda i skattelängden sexårsgärden från 1314. Bygdaå med källsjön Bygdeträsket motsvarar nuvarande Rickleån som fick sitt moderna namn via Rikarzboda som senare, via en del mellansteg, blev Rickleå. Även om den första historiska urkund som nämner Bygda är från 1314 har det funnits bebyggelse och bofasta från stenåldern. Bygdeås ursprungliga symbol från medeltiden var en koltrast, som idag återfinns i Robertsfors kommunvapen. 
I Bygdeå rekryterades 230 soldater i början av 1621, och de tjänstgjorde i Tyskland och Polen mellan 1621 och 1639. Av dem dog 215 man, och endast fem man återkom hem med livet i behåll – dock som krymplingar.
Bygda kompani bildades 1623 och Bygdeborg var ursprungligen kaptensbostad byggd 1691 och därmed bostadshus åt Bygdeå kompanis kapten. Det ursprungliga huset har ersatts under 1700-talet och 1800-talets senare hälft. Det vackra portlidret från 1700 finns dock kvar och ägs idag av Bygdeå hembygdsförening. Genom hela Bygda socken gick Norrstigen redan på 1300-talet. Från 1600-talet kallas vägen för Kustlandsvägen.
Bygde sten är ett landmärke beläget i havet vid Storvarpet och var ett tydligt angöringsmärke för Skinnarbyfjärden från 800-talets marknader vid Skinnarbyn och från 1200-talet Bygda kyrka på Bygdön. På grund av landhöjningen flyttade marknaden ut mot Dalkarlså på 1600-talet. Fjärden fick då namnet Dalkarlsåfjärden. All marknadshandel slutade på 1800-talet. Ön Prästskäret nära Bygdesten blev under 1800-talet både varvsplats och lastageplats för sågade och täljda trävaror till 1920-talet. Endast några grundstenar och ballastjordhögar återstår. Fjärden heter numera Bygdefjärden.    

### Befolkningsutveckling
| Befolkningsutvecklingen i Bygdeå 1960–2020 | Befolkningsutvecklingen i Bygdeå 1960–2020 | Befolkningsutvecklingen i Bygdeå 1960–2020 | Befolkningsutvecklingen i Bygdeå 1960–2020 | Befolkningsutvecklingen i Bygdeå 1960–2020 |
| ------------------------------------------ | ------------------------------------------ | ------------------------------------------ | ------------------------------------------ | ------------------------------------------ |
|                                            |                                            |                                            |                                            |                                            |
| År                                         |                                            |                                            | Folkmängd                                  | Areal (ha)                                 |
| 1960                                       | 1960                                       |                                            | 251                                        |                                            |
| 1965                                       | 1965                                       |                                            | 213                                        |                                            |
| 1970                                       | 1970                                       |                                            | 206                                        |                                            |
| 1975                                       | 1975                                       |                                            | 249                                        |                                            |
| 1980                                       | 1980                                       |                                            | 350                                        |                                            |
| 1990                                       | 1990                                       |                                            | 484                                        | 71                                         |
| 1995                                       | 1995                                       |                                            | 520                                        | 73                                         |
| 2000                                       | 2000                                       |                                            | 492                                        | 74                                         |
| 2005                                       | 2005                                       |                                            | 506                                        | 74                                         |
| 2010                                       | 2010                                       |                                            | 502                                        | 74                                         |
| 2015                                       | 2015                                       |                                            | 512                                        | 79                                         |
| 2020                                       | 2020                                       |                                            | 487                                        | 80                                         |
|                                            |                                            |                                            |                                            |                                            |

## Geografi och natur
Bygdeå omges av småkullig kustslätt, starkt påverkad av årtusenden av inlandsis och sedermera havets svallningar. En dalgång inramad av en östlig förkastningslinje omger byn. Med tiden har dalgången gått från att finnas mer än 200 meter under havsytan till att bli en långgrund havsvik och slutligen bördig åkermark. Genom denna lägsta linje och i utkanten av byn rinner Storbäcken. Inlandsisen har också lämnat sina tydliga spår i Bygdeås berggrund. Nere vid Kvarken syns tydligt den riktning NNV-SSO som inlandsisen hade i sitt slutskede. På läsidorna av berghällar i dagen framträder stråk av kraftigt svallad morän i riktning NNV-SSO. Svallningen av landskapet framträder också tydligt nere vid kusten. De närmast liggande skären (Vitskäret, Vitskärshällan, Prästskäret) är kraftigt svallade och uppvisar alla sandstränder på läsidan vilket helt avhängigt av den kraftiga svallningen på havssidan där sanden svallats bort men burits runt av havsströmmarna. Svallningen av den ursprungliga moränen ger landskapet en karg karaktär, förutom i ovannämnda dalgång där finare sediment ser till att höja växtkraften. Den icke odlade marken domineras av barrskog av låg bonitet där tall dominerar de kraftigast svallade områdena och där gran återfinns på de blötare markerna.